# 大学出版部協会
一般社団法人大学出版部協会（だいがくしゅっぱんぶきょうかい）は、日本の大学出版部で構成される一般社団法人。1963年設立当時は、有限責任中間法人大学出版部協会と称した。2010年より一般社団法人格を得る。

## 概要
東京都千代田区九段北に本拠を構える。2005年7月1日時点で法人化、2010年4月16日に一般社団法人格への変更に伴い組織名を改称、「一般社団法人大学出版部協会」となる。理事長は黒田拓也。
1963年6月、10校の代表者（玉川大学出版部、中央大学出版部、東海大学出版会、東京大学出版会、東京電機大学出版部、東京農業大学出版部、法政大学出版局、日本学術振興会、日本図書文化協会（東京教育大学）、早稲田大学出版部）が集まり、東京大学出版会館にて設立総会を行う。
2018年に「2部会2委員会」を「編集部会」「営業部会」、事務局のまとめる担当部署「交流事業」「電子」「国際」を置く。2020年8月時点の加盟大学出版部は26件、それぞれの出版部が持つ加盟校・協力校を合わせると総計74大学をまとめる。
2020年、創立55周年を記念して専用Twitterアカウントを開設。

## 会員
加盟大学出版部は27件（2024年5月時点）。

### 大学出版会
- 北海道大学出版会：1972年 -  ※加盟時は、北海道大学図書刊行会。
- 弘前大学出版会：2007年 -
- 東北大学出版会：1997年（準会員） -
- 流通経済大学出版会：1994年（準会員） -
- 聖徳大学出版会：2004年 -
- 慶應義塾大学出版会：1980年 -  ※加盟時は、慶應通信。
- 専修大学出版局：1995年 -
- 玉川大学出版部
- 中央大学出版部
- 東京大学出版会
- 東京電機大学出版局
- 法政大学出版局
- 武蔵野大学出版会：2006年 -
- 武蔵野美術大学出版局：2004年 -
- 明星大学出版部：1978年 -
- 早稲田大学出版部：2016年（再入会） -
- 関東学院大学出版会：2009年 -
- 名古屋大学出版会：1982年 -
- 名古屋外国語大学出版会：2017年（準会員） -
- 京都大学学術出版会：1990年 -
- 大阪大学出版会：1994年（準会員）、1998年（正会員）-
- 関西大学出版部：1971年 -
- 関西学院大学出版会：1999年（準会員） -
- 九州大学出版会：1976年 -
- 大阪経済法科大学出版部（休会）：1989年 -

かつて加盟していた大学
- 東京農業大学出版部：1963年 - 2017年
- 東海大学出版会：1963年 - 2020年
- 産業能率大学出版部：1979年 - 2016年
- 東京理科大学出版会：1985年 -
- 放送大学教育振興会：1989年 -
- 聖学院大学出版会：1992年 - 2017年
- 三重大学出版会：1998年（準会員） -
- 麗澤大学出版会：1999年 - 2018年
- 大正大学出版会：2003年 - 2020年
- ケンブリッジ大学出版局：2006年 - 2014年
- 東京農工大学出版会：2008年 - 2012年
- 広島大学出版会：2012年 - 2020年

以上、太字は発足時の会員を示す。

### 賛助会員
- 朝日新聞社
- 亜細亜印刷
- アベル社
- 尼崎印刷
- 王子製紙
- 大森印刷
- 岡本出版発送
- 協栄アドインフォ
- クイックス東京
- 港北出版印刷
- 三美印刷
- 三立工芸
- 三和印刷
- 信濃印刷
- 城島印刷
- 新日本印刷
- 鈴木製本所
- 大同印刷
- ダイニック
- 太洋社
- トーヨー企画
- 宗教法人天然寺
- 東一紙業
- 東京弘報社
- とうこう・あい
- 日本経済新聞社
- 博報堂
- 平文社
- 堀内印刷所
- 毎日新聞社
- 遊文舎
- 読売新聞東京本社

## 主な出版物
- 日本大学出版部協会（共編）『大学出版 = 』、大学出版部協会、198-年。ISSN 0913-3305、NCID AN10435062。
- Association of American University Presses（共編）『Proceedings of the AJUP-AAUP conference on scholarly publishing, 1982』Association of Japanese University Presses（大学出版部協会）、1983年。NCID BA45424739。
- 『世界の大学図書展展示図書目録』、大学出版部協会事務局、1989年。NCID BN05947813。
- 『ナチュラルヒストリーの時間』、大学出版部協会、2007年。ISBN 9784903943008、NCID BA82492465。全144頁、viii。自然史文献リスト: p131-143。博物学。
- 大学出版部協会編集部会『本の作り方 : 大学出版部の編集技術』大学出版部協会、2012年。NCID BB18969111。
- 『Books from Japanese University Presses』（英語）Association of Japanese University Presses（大学出版部協会）、2013年。NCID BB13680452。
- 中村 哲之、渡辺 茂、開 一夫、藤田 和生『心の多様性 : 脳は世界をいかに捉えているか』大学出版部協会、東京大学出版会 (発売)、2014年、ISBN 9784130031516。NCID BB15752248。
- 座小田 豊、田中 克、川崎 一朗『防災と復興の知 : 3・11以後を生きる』大学出版部協会、東京大学出版会 (発売)、2014年、ISBN 9784130031509。NCID BB15798012。
- 長田 俊樹、杉山 三郎、陣内 秀信『文明の基層 : 古代文明から持続的な都市社会を考える』大学出版部協会、東京大学出版会 (発売)、2015年、ISBN 9784130031523。NCID BB19043917。
- 栗田 季佳、星加 良司、岡原 正幸『対立を乗り越える心の実践 : 障害者差別にどのように向き合うか? : 附:特別討論「相模原事件」の後のこの国で』大学出版部協会、東京大学出版会 (発売)、2017年、ISBN 9784130031530。NCID BB23196718。

沿革関連の資料
- 『大学出版部協会15年の歩み』大学出版部協会事務局、1978年。NCID BN12559144。
- 『大学出版部協会30年の歩み』大学出版部協会、1993年。NCID BN10386205。
- 『大学出版部協会35年の歩み』大学出版部協会、1998年。NCID BA38258221。
- 『大学出版部協会45年の歩み』大学出版部協会、2008年。NCID BA88767872。
- 『一般社団法人大学出版部協会50年の歩み』、大学出版部協会、2013年。NCID BB12930623。
- 『一般社団法人大学出版部協会の歩み2013-2018年』、大学出版部協会、2018年。NCID BB27768223。